# (72557) 2001 EN5
(72557) 2001 EN5 – planetoida z pasa głównego asteroid okrążająca Słońce w ciągu 4,55 lat w średniej odległości 2,74 j.a. Odkryta 2 marca 2001 roku.